# Szaíd Síba
Szaíd Síba (arabul: سعيد شيبا); Rabat, 1970. szeptember 28. –) marokkói válogatott labdarúgó, edző.

## Pályafutása

### Klubcsapatban
Rabatban született. Pályafutását is itt kezdte 1988-ban a FUS Rabatban. 1994-ben Szaúd-Arábiába szerződött az Al-Hilal csapatához, ahol két évet töltött. 1996 és 1999 között a spanyol SD Compostela, 1999 és 2000 között a francia AS Nancy játékosa volt. A 2000–01-es szezonban Skóciában a Motherwellben játszott. 2001 és 2002 között a görög Áriszt erősítette. 2002 és 2004 között Katarban játszott az Qatar SC csapatában. 

### A válogatottban
1991 és 2001 között 43 alkalommal játszott a marokkói válogatottban és 6 gólt szerzett. Részt vett az 1998-as világbajnokságon, illetve az 1998-as és a 2000-es afrikai nemzetek kupáján.

### 
1997 és 2011 között a Qatar SC segédedzője, majd 2011 és 2012 között vezetőedzője. 2014 és 2016 között a marokkói válogatott segédedzője.

## Sikerei, díjai
Al-Hilal FC
- Szaúd-arábiai bajnok (1): 1995–96